# NGC 1590
NGC 1590 je galaksija u zviježđu Biku.

## Vanjske poveznice
- SEDS: NGC 1590